# Al Sahili
Abu Ishaq al-Sahili (en árabe: أبو إسحاق الساحلي‎, romanizado: Abū Isḥāq al-Sāḥilī; c. 1290 - 15 de octubre de 1346), también conocido como al-Tuwayjin (en árabe: ـالطُّوَيجِن‎, romanizado: al-ṭuwayjin), fue un poeta andalusí y estudioso del fiqh que se convirtió en el miembro favorito de la corte de Mansa Musa, emperador de Malí. En general, es el más renombrado de los eruditos del mundo musulmán que emigraron a Malí tras la peregrinación de Mansa Musa.
Muchos textos europeos se refieren a al-Sahili como arquitecto y le atribuyen importantes innovaciones en la arquitectura de África occidental. Esto se debe a que, aunque sus contribuciones en este campo fueron mínimas en número, tuvieron un gran impacto. El único proyecto arquitectónico conocido fue el diseño de la Mezquita de Djingareyber en Tombuctú, una de las tres madrazas que componen la Universidad de Sankore, inscrita en la lista del Patrimonio de la Humanidad por la Unesco en 1988.

## Nombre
Su nombre completo es Abū Isḥāq Ibrāhīm ibn Muḥammad ibn Ibrāhīm al-Sāḥilī al-Anṣārī al-Gharnāṭī.  Su nisba al-Sahili proviene de su abuelo materno e indica que vivió en la costa. Su nisba al-Anṣārī (alternativamente al-Awsī ) indica que descendía de las tribus árabes que albergaron a Mahoma en Medina, los Ansar, siendo posible que descendiera de las dos tribus más poderosas. El nombre al-Tuwayjin se traduce como "la pequeña cazuela". 

## Biografía

### Primeros años de vida
Abu Ishaq al-Sahili nació en el Emirato de Granada a finales del siglo XIII. Su padre, Mahoma, se formó en jurisprudencia y fue el jefe del gremio del perfume de Granada.
En Granada, al-Sahili se convirtió en redactor de documentos legales y se interesó en los problemas derivados de esos documentos. En esta época, se hizo conocido como poeta y su contemporáneo Ibn al-Khatib lo describió en términos elogiosos.
Un poeta de su época sugiere que una vez quedó intoxicado tras ingerir las nueces de anarcado asiático. De consecuencia sufrió enajenación temporal y se declaró profeta. Quizá esto explique por qué cuando abandonó Granada su nombre estaba desacreditado. Aproximadamente en 1321, partió de al-Ándalus y viajó al Egipto mameluco y Siria, al Irak jalayirí y al Yemen rasulí antes de realizar el Hajj en 1324. 

### Tribunal de Mansa Musa
Mientras estaba en el hajj en 1324, al-Sahili conoció a Mansa Musa, el gobernante de Malí . Al-Sahili viajó de regreso a Mali con Mansa Musa, quien disfrutó de su conversación y le hizo regalos. Es posible que Musa haya encontrado atractivo su elocuencia y conocimiento de la jurisprudencia islámica. Musa trajo consigo a muchos eruditos a Mali, de los cuales al-Sahili se convirtió en el más famoso.
Al-Sahili dirigió la construcción de una cámara de audiencias en la capital de Malí, por la que Musa le pagó 12.000 mithqals (51 kg) de oro. La contribución de Al-Sahili puede haber sido en gran medida por la gestión del proyecto, y el pago puede haber incluido el presupuesto de construcción. Como las habilidades caligráficas de al-Sahili estaban bien consideradas, es posible que haya participado personalmente en la decoración del edificio. En alguna ocasión, posiblemente como parte del pago de la sala de audiencias, Musa le dio a al-Sahili 4.000 mithqals en un solo día.
Después de viajar a Mali, al-Sahili se instaló en Tombuctú. Cuando el comerciante alejandrino Siraj al-Din viajó a Mali en 1334 para cobrar una deuda de Mansa Musa, al-Sahili lo acogió en su casa. Siraj al-Din murió mientras era huésped de al-Sahili. Inicialmente se sospechó de un crimen, pero el hijo de Siraj al-Din atestiguó que su padre murió por causas naturales. Se cree que Al-Sahili haya fomentado relaciones positivas entre Malí y el Sultanato Mariní, y en algún momento, entre 1331 y 1337, al-Sahili viajó al Magreb e intercambió regalos con el sultán Mariní Abu al-Hasan. Mientras estuvo en el Magreb, al-Sahili consideró regresar a Granada, pero las circunstancias lo obligaron a regresar a Mali. Fue atacado por bandidos en el camino, pero finalmente regresó a Tombuctú. 
Al-Sahili murió el 15 de octubre de 1346 en Tombuctú y fue enterrado allí. Aunque probablemente nunca se casó, le sobrevivieron varios hijos, que se establecieron en Walata. El viajero Ibn Battuta comentó haber visto su tumba cuando visitó Tombuctú en 1353.

## Contribución a la arquitectura de África Occidental
Muchas fuentes modernas se refieren a al-Sahili como arquitecto y le atribuyen muchas obras arquitectónicas de África occidental, incluida la mezquita Djinguereber y un palacio real en Tombuctú y la mezquita de Gao. El funcionario y erudito colonial francés Maurice Delafosse consideraba a al-Sahili como el creador de la arquitectura sudanosaheliana, que consideraba basada en la arquitectura magrebí.
Sin embargo, hay muy poco apoyo al papel de al-Sahili en la arquitectura de Malí. El único proyecto en el que se sabe que participó fue la cámara de audiencias en la ciudad de Malí, y su contribución al proyecto puede haber sido más organizativa que arquitectónica. Otras estructuras que se le han atribuido son en gran medida bajo el supuesto de que era el arquitecto principal de Musa, lo cual no está respaldado por las fuentes. La arquitectura de África occidental surgió principalmente debido a una combinación de desarrollo indígena y la influencia gradual del norte de África.